# Харитонов, Николай (биатлонист)
Николай В. Харитонов (род. 1966) — советский биатлонист, чемпион и призёр чемпионата СССР, призёр этапа Кубка мира. Мастер спорта СССР международного класса.

## Биография
Воспитанник спортивной секции г. Ялуторовска Тюменской области, первый тренер — Малеев Олег Николаевич. На взрослом уровне выступал за город Свердловск и спортивное общество «Динамо».
Становился победителем международных юниорских соревнований в Новосибирске в индивидуальной гонке (1984), победителем в гладкой гонке на 15 км и призёром в спринте Первых Всесоюзных зимних юношеских игр (Мурманск, 1985).
Чемпион СССР 1986 года в гонке патрулей в составе первой сборной РСФСР и 1987 года в составе сборной общества «Динамо». Серебряный призёр чемпионата СССР 1987 года в индивидуальной гонке и эстафете.
В составе сборной СССР участвовал в гонках Кубка мира. В сезоне 1987/88 стартовал на двух послеолимпийских этапах в марте 1988 года в Хольменколлене и Ювяскюля. На этапе в Хольменколлене показал лучший результат в карьере в личных дисциплинах — 13-е место в индивидуальной гонке, также набирал очки на следующем этапе, став 21-м в индивидуальной гонке. В эстафете на этапе в Ювяскюля завоевал бронзовые награды. В следующем сезоне стартовал только на этапе в Альбервиле в декабре 1988 года, был четвёртым в командной гонке, а в личных видах лучший результат сезона — 25-е место. По итогам сезона 1988/89 занял 74-е место с одним очком.
Дальнейшая судьба неизвестна.